# Norman R. Palmer
Pour les articles homonymes, voir Palmer.
Norman R. Palmer (7 octobre 1918, Santa Ana - 23 mars 2013, Northridge, Californie) est un monteur américain. Il a principalement travaillé sur des productions de Walt Disney Pictures comme les documentaires de la série True-Life Adventures. Il est le frère de la costumière Adele Palmer.

## Biographie
Né le 7 octobre 1918 à Santa Ana en Californie, Norman Palmer fait ses études à Hollywood et sort diplômé en 1937. Il est embauché en 1938 comme projectionniste aux Studio Disney et intègre six mois plus tard le département montage. Il travaille comme assistant sur les premiers longs métrages d'animation comme Pinocchio (1940) et Fantasia (1940).
Durant la Seconde Guerre mondiale, il effectue son service militaire dans la division cinématographique de l'US Navy aux côtés de John Ford mais aussi comme photographe aérien pour la surveillance.
En 1946, il reprend son travail de monteur chez Disney et rencontre Barbara Major du département encrage et peinture qu'il épouse le 4 décembre 1947. Au début des années 1950, il travaille sur la série de documentaires animaliers True-Life Adventures et devient par la suite le mentor de Roy Edward Disney, neveu de Walt Disney. Roy E. Disney a débuté comme assistant-éditeur sur la série en 1954.

## Filmographie
- 1950 : La Vallée des castors
- 1951 : La Terre, cette inconnue
- 1952 : Les Oiseaux aquatiques
- 1953 : Le Désert vivant
- 1955 : Lions d'Afrique
- 1958 : Le Désert de l'Arctique
- 1958 : Grand Canyon
- 1959 : Le Jaguar, seigneur de l'Amazone
- 1960 : Les Dix Audacieux
- 1962 : La Légende de Lobo
- 1963 : L'Incroyable Randonnée
- 1967 : La Gnome-mobile
- 1967 : Un raton nommé Rascal
- 1968 : The Mystery of Edward Sims
- 1975 : Merveilles de la nature
- 1976 : Un candidat au poil
- 1980 : Une nuit folle, folle (Midnight Madness)
- 1980 : The Ghosts of Buxley Hall (en)